# Спортсмен-ведущий (паралимпийский спорт)
Спортсмен-ведущий (также спортсмен-лидер, пилот (в велоспорте) или гайд от англ. Sighted guide) — спортсмен, который ведёт по трассе паралимпийца с нарушением зрения.
Обеспечивает при выступлении в паре со спортсменом-инвалидом по зрению выполнение им тренировочных и соревновательных заданий в соответствии с планом подготовки и правилами спортивных соревнований, обеспечивает его старт, а во время прохождения дистанции руководит действиями, в том числе с применением радиосвязи, и обеспечивает финиш. Поддерживает высокий уровень своей общей физической и специальной подготовки, обеспечивающий спортсмену-инвалиду по зрению достижение высоких спортивных результатов. Ведет учет по выполнению заданий, предусмотренных своим индивидуальным планом подготовки и планом подготовки спортсмена-инвалида. Совместно с тренерским составом принимает участие в планировании тренировочного процесса как собственного, так и спортсмена-инвалида по зрению.
Вместе с паралимпийцами награждаются медалями соревнований.

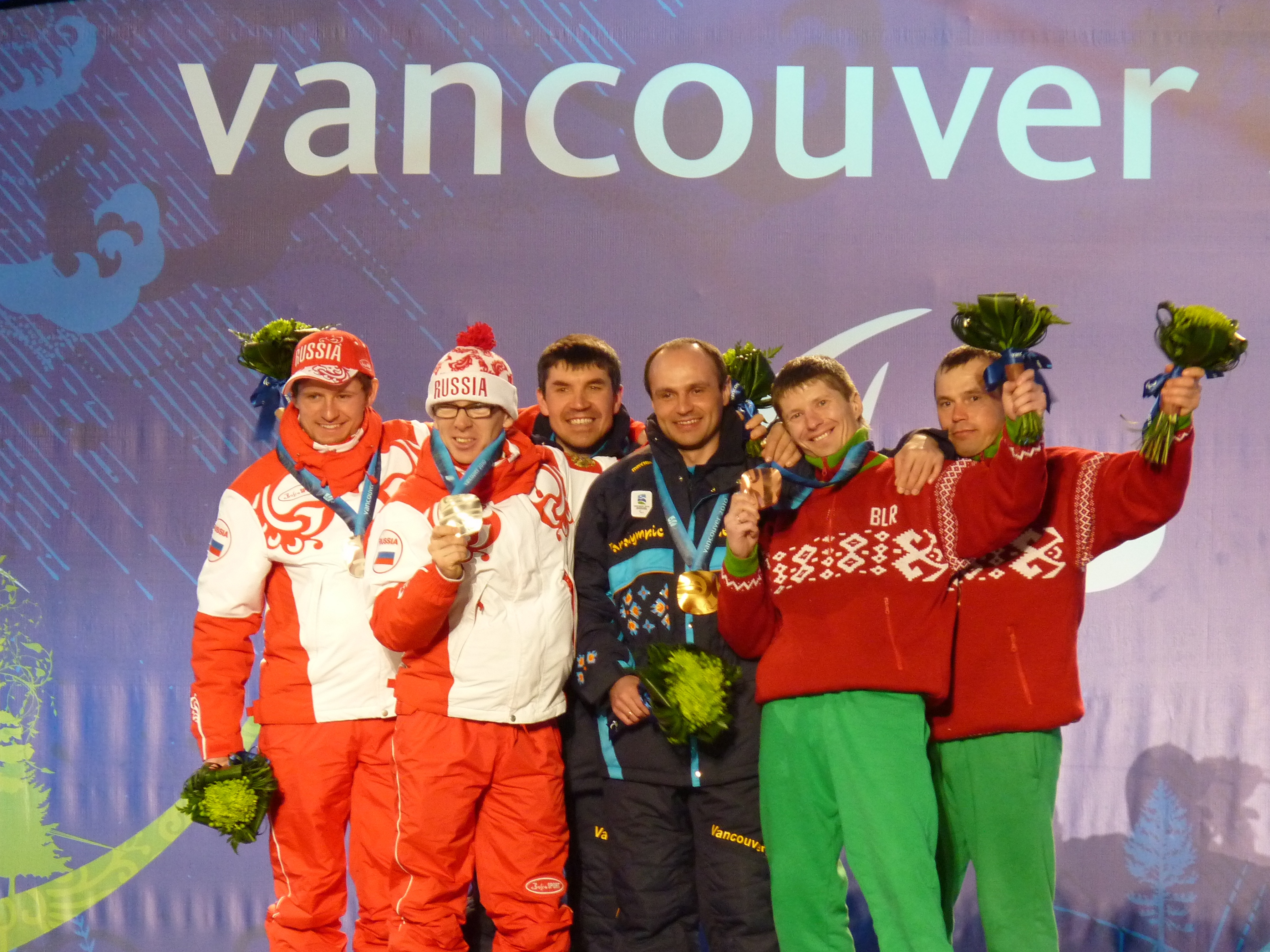
Призёры зимних Паралимпийских игр 2010 в биатлоне в мужском пасьюте (слева на право): серебряные призёры Андрей Токарев (гайд) и Николай Полухин (Россия), чемпионы Владимир Иванов (гайд) и Виталий Лукьяненко (Украина), бронзовые призёры Василий Шаптебой и его гайд Николай Шабловский (Белоруссия)

## Спорт

### Паралимпийские игры
Зимние:
В соревнованиях Зимних Паралимпийских игр существуют 3 классификации инвалидов по зрению:
- B1 — полное отсутствие зрения
- B2 — острота зрения до 2/60
- B3 — острота зрения от 2/60 до 6/60.

Спортсмен-ведущий обязательно используется для классификаций B1 и B2, необязательно для B3.
В лыжных гонках, горнолыжном спорте, пара-сноуборде и биатлоне гайд идёт по трассе вместе с паралимпийцем и использует голосовую инструкцию о рельефе трассы с помощью радиосвязи.
Летние:
В летних Паралимпийских играх гайд используется в триатлоне, лёгкой атлетике, велоспорте (как пилот), конном спорте и футболе.